# Ulla Lindkvist
Ulla Lindkvist, née le 30 août 1939 et morte le 6 août 2015, est une athlète suédoise spécialiste de la course d'orientation. Elle est la première championne du monde de l'histoire de son sport après avoir remporté le titre de champion du monde en individuel lors des championnats de Fiskars en 1966.

## Palmarès
| Épreuve / Édition | Fiskars 1966 | Linköping 1968 | Friedrichroda 1970 | Staré Splavy 1972 |
| Classique         | Or           | Or             | Argent             | 4e                |
| Relais            | -            | Argent         | Or                 | Argent            |